# 풍운 2
풍운 2(風雲2, The Storm Warriors)는 홍콩에서 제작된 대니 팽, 옥사이드 팽 감독의 2009년 액션, 모험, 판타지 영화이다. 정이건 등이 주연으로 출연하였고 대니 팽 등이 제작에 참여하였다.

## 출연

### 주연
- 정이건
- 곽부성

### 조연
- 하가경
- 임달화
- 사정봉
- 채탁연
- 당언
- 황덕빈

## 제작진
- 원작자: 마영성
- 출품인: 임소명
- 출품인: 조설영
- 출품인: 송대
- 조감독: 황백기
- 조감독: 전강한
- 조감독: 육패영
- 미술: 해중문
- 미술: 류민웅
- 특수효과: 오현휘
- 분장: 문윤령
- 헤어: 담영군
- 의상: 해중문
- 의상: 오리로
- 무술감독: 마옥성
- 무술조감독: 장지위